# いずみ綾
いずみ 綾（いずみ あや、10月24日 - ）は、日本の女性声優、歌手。静岡県出身。血液型はA型。株式会社FCS所属

## 出演

### テレビアニメ
- レディスポ（2018年、レニ）

### ドラマCD
- 死選組〜あやかし雪月花〜 ―死選組誕生編―（女子社員・カードの声）

Peace Love
- - Onstage 〜45人のドタバタ劇〜（乙女木かよ）

### 音楽CD
AGC38
- - それって♥だからね！
  - およげ！たいやきくん by AGC38 feat. 東京ブラススタイル

Peace Love
- - rebirth - 「FUTURE SIGHT」に参加
  - 2.5次元ガール
  - Awakening of Love

### DVD
Peace Love
- - ピースラブ応援バラエティ番組『らぶぴーす』
  - 2.5次元ガール
  - Awakening of Love

### ニコニコ生放送
AGC38
- - AGC38卒業イベント〜未来に向けて38の鐘を鳴らそう〜 （2013年5月31日）

### その他
AGC38
- - AGC38TV - 大型ビジョンオリジナル番組。秋葉原UDXビジョン、渋谷109フォーラムビジョン、原宿アストロ、有楽町マリオンビジョンで放送 （2012年5月14日 - 5月27日）

## 参加ユニット
- AGC38 - 旭プロダクションのプロデュースによる二次元バーチャルアイドルユニット。No.10 園山美月 役。
- Peace Love - aniworksによる2.5次元声優ユニット。乙女木かよ 役。